# Zanesfield
Zanesfield és una població dels Estats Units a l'estat d'Ohio. Segons el cens del 2000 tenia 220 habitants.

## Demografia
Segons el cens del 2000, Zanesfield tenia 220 habitants, 96 habitatges, i 57 famílies. La densitat de població era de 707,9 habitants per km².
Dels 96 habitatges en un 29,2% hi vivien nens de menys de 18 anys, en un 49% hi vivien parelles casades, en un 6,3% dones solteres, i en un 39,6% no eren unitats familiars. En el 35,4% dels habitatges hi vivien persones soles el 13,5% de les quals corresponia a persones de 65 anys o més que vivien soles. El nombre mitjà de persones vivint en cada habitatge era de 2,29 i el nombre mitjà de persones que vivien en cada família era de 3,07.
Per edats la població es repartia de la següent manera: un 25,5% tenia menys de 18 anys, un 8,2% entre 18 i 24, un 30% entre 25 i 44, un 23,2% de 45 a 60 i un 13,2% 65 anys o més.
L'edat mediana era de 35 anys. Per cada 100 dones de 18 o més anys hi havia 102,5 homes.
La renda mediana per habitatge era de 41.667 $ i la renda mediana per família de 57.500 $. Els homes tenien una renda mediana de 36.786 $ mentre que les dones 23.500 $. La renda per capita de la població era de 19.869 $. Cap de les famílies i el 0,9% de la població estaven per davall del llindar de pobresa.

## Poblacions més properes
El següent diagrama mostra les poblacions més properes.